# 가나야촌 (사이타마현)
가나야촌(金屋村)은 사이타마현 고다마군에 존재했던 촌이다. 현재의 혼조시 남부에 해당한다.

## 역사
- 1889년 4월 1일 - 정촌제 시행에 의해 가나야촌, 호키노촌, 다바타촌이 성립하였다.
- 1892년 9월 29일 - 가나야촌, 호키노촌, 다바타촌과 합병해, 새로운 가나야촌이 성립하였다.
- 1955년 3월 20일 - 정촌합병편제법에 의해 고다마정, 아키히라촌, 모토이즈미촌과 합병해, 새로운 가나야촌이 성립하였다.
- 2006년 1월 10일 - 고다마정이 혼조시와 합병해, 새로운 혼조시가 되었다.

## 참고문헌
- 「角川日本地名大辞典」編纂委員会『角川日本地名大辞典 11 埼玉県』角川書店、1980年7月8日。ISBN 4040011104。